# Gdah
Gdah (Berbersprachen/Hassania) DMG m. gdaḥ, Pl. gedḥān, ist die in Mauretanien verwendete hölzerne Speiseschüssel. Dünnwandige Holzschüsseln des mauretanischen Typs von mittlerer Größe sind unter dem Namen gdaḥ in der nomadischen Kultur der Sahara und Sahelzone vom Atlantik im Westen bis zum Ostrand der Berbersprachen im nördlichen Niger als Milchgefäße verbreitet.

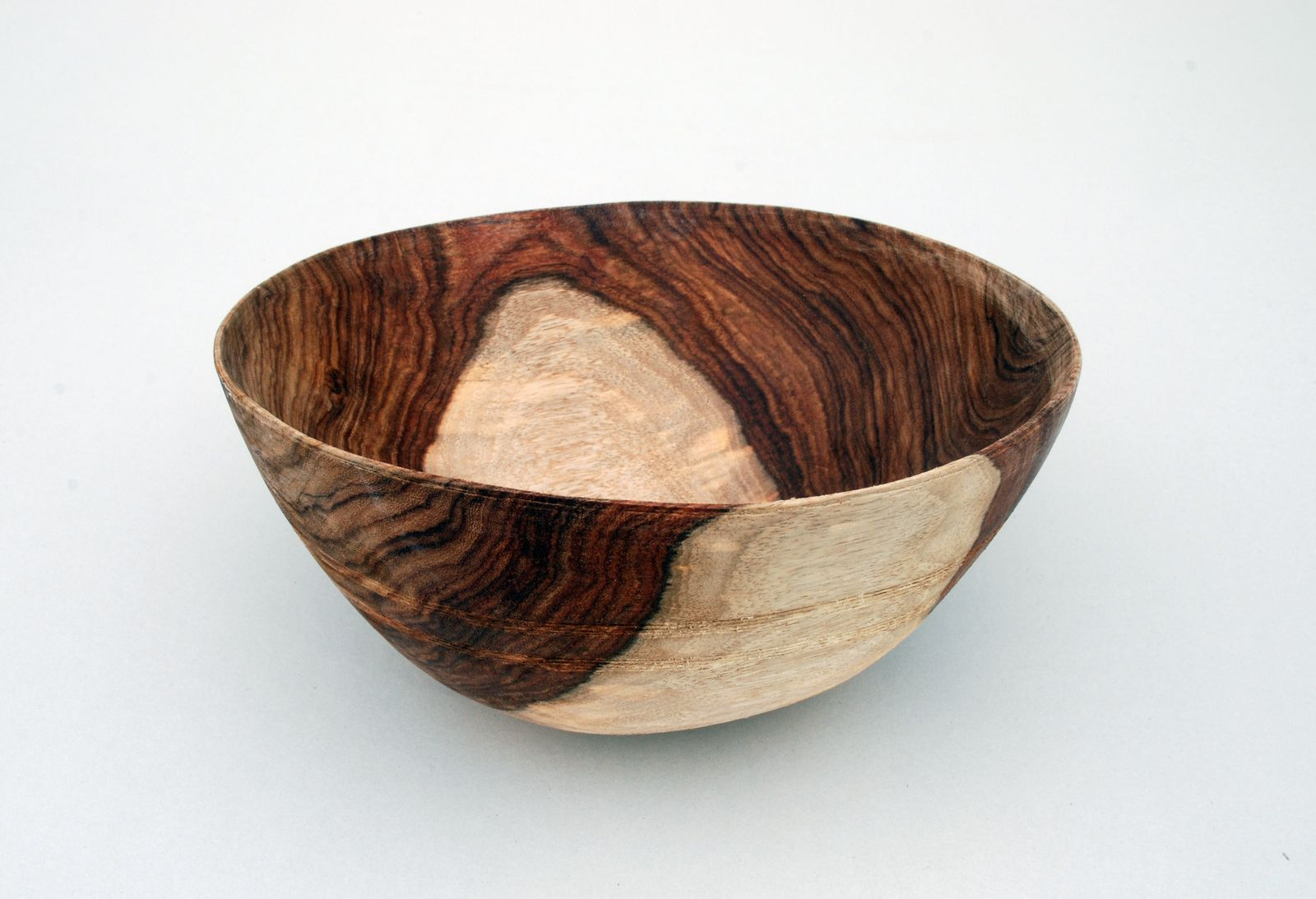
Durchmesser der Schüssel 25 cm, Höhe 10 cm. Einzige Verzierung sind zwei Streifen mit je drei Sägerillen

## Hausrat der Nomaden
Die arabisch-berberische Bevölkerung Mauretaniens (Bidhans) besitzt eine jahrhundertealte Tradition in der Herstellung von aufwendig verzierten Gebrauchsgegenständen und Schmuckstücken. Nicht nur die Verarbeitung von Metallen, sondern auch die Herstellung aller Holzgegenstände, von Kamelreitsätteln (rahla) bis zu Schöpfkellen und Melkgefäßen, ist Aufgabe von Handwerkern, die als „Schmiede“ (Hassania m. maʿllem, Pl. maʿllemīn) bezeichnet werden. Der Hausrat einer Nomadenfamilie war naturgemäß in seiner Größe begrenzt, er wurde zum Transport mit Kamelen in Ledersäcken (f. tāsūfra, Pl. tisūfren) verstaut, für wertvolle Gegenstände gab es verschließbare Holzkoffer (m. ṣandūg, Pl. ṣnādīg). Beide sind im heutigen Alltag überwiegend durch Plastikkoffer ersetzt worden. Im Berberzelt (chaima, Pl. chiyām) lagert der gesamte Besitz auf einem hölzernen Tischgestell (amchaqab). Der Anteil der Nomaden an der Gesamtbevölkerung ist bis auf wenige Prozent gesunken; viele ihrer in traditionellen Handwerkstechniken hergestellten Gebrauchsgüter verschwanden von der Mitte des 20. Jahrhunderts bis in die 1980er Jahre aus dem Alltag. Einfache Holzschüsseln mit geringen oder keinen Verzierungen haben sich auf den Märkten der Städte neben dem Angebot an Emailgefäßen und Plastikwaren einen Nischenplatz erhalten.

## Form
Der gdaḥ ist eine ebenmäßige Halbschale von 25 bis 30 Zentimetern Durchmesser und einer Höhe von 12 bis 15 Zentimetern. Das verwendete Holz ist die Akazienart Acacia arabica (auch Acacia nilotica, Hassania f. āmūrāiye, berberisch f. āmūrayyat, Pl. āmūr), es hat einen rotbraunen bis dunkelbraunen Kern und einen gelblich-weißen Splint. Das Holz ist schwer, wird von Termiten kaum angegriffen und eignet sich auch zum Schiffsbau. Der Stamm wird in Abschnitte aufgesägt, deren Länge dem Durchmesser entspricht. Anschließend werden die Holzrugel in der Mitte gespalten, sodass sich zwei Hälften mit einer quadratischen Fläche ergeben. Auf dieser wird ein Kreis aufgezeichnet, der später den Rand der Schüssel markiert. Der maʿllem schlägt nun die Form mit dem Dechsel zurecht und höhlt das Holzstück innen aus, bis eine Wandstärke von etwa 10 Millimetern im unteren Bereich und weniger am Rand erreicht ist. Die Feinbearbeitung des offenporigen Holzes geschieht mit einer Feile (mabrad) bis zu einer Oberflächengüte heutiger einfacher Schüsseln, wie sie etwa der groben Schleifpapierkörnung 40 entspricht.
Ältere Schüsseln sind sorgfältiger geglättet und tragen ein erhabenes Feindekor, das mit Messern, Sticheln und Sägen hergestellt wurde. Das Hauptmotiv ist ein „Schüsselamulett“, ein meist quadratisches, kreisrundes oder sechseckiges Ornamentfeld, das gegenüberliegend zweimal auftaucht. Der sich über den Rand ziehende helle Splintholzstreifen liegt dabei zwischen den Feldern, die beide durch drei parallele horizontal eingesägte oder erhabene Linien miteinander verbunden sind. Die streng geometrischen Muster folgen festen Gestaltungsregeln und beziehen sich häufig in doppelter Symmetrie auf ein Zentrum. Felder können durch vier Quadrate und diese nochmals durch vier innerste Quadrate gegliedert sein. Im Gesamten ergibt sich bei solchen Mustern einschließlich des Zentrums eine Quincunx-Anordnung. Die magische Bedeutung der Zahl Fünf geht auf das Symbol der Fatimahand zurück. Mit komplizierteren Mustern, die auf derselben Fünferanordnung basieren, wurden früher die genannten Ledertransportsäcke und werden noch heute die Armlehnkissen surmije verziert.
Häufig auftretende Schwundrisse werden überbrückt und zerbrochene Schüsseln geflickt, indem Blechstreifen aufgenagelt werden. Eine andere Möglichkeit der Reparatur ist, die Teile mit Inkrustationen (Metalleinlagen) zu verklammern.

## Verwendung
Die gedḥān werden in Mauretanien überwiegend als Speiseschüsseln verwendet, an Wasserstellen lässt sich mit ihnen Wasser schöpfen und gelegentlich dienen sie als Ersatz für die kleineren Melkgefäße. Diese werden aus hellen Holzarten geschnitzt (f. adreṣaīye, Pl. adreṣ, gleichnamig wie das verwendete Holz: Commophora africana, Familie der Balsambaumgewächse) und haben im Unterschied zu den Speiseschüsseln ein oder zwei Handgriffe. Zum Sammeln von Früchten werden keine gedḥān, sondern Kalebassen verwendet, die gšaše (Pl. gšāïš) genannt werden.
Bei den Tuareg sind gedḥān große Holzschüsseln, in denen Milch offen eingedickt wird. Tuareg-Speiseschüsseln werden üblicherweise geölt und geschwärzt, sie heißen je nach Form, Größe und Verwendungszweck unterschiedlich.